# Paróquia de Tangipahoa
A Paróquia de Tangipahoa é uma das 64 paróquias do estado americano da Luisiana. A sede da paróquia é Amite, e sua maior cidade é Amite.
A paróquia possui uma área de 2 132 km² (dos quais 85 km² estão cobertas por água), uma população de 100 588 habitantes, e uma densidade populacional de 49 hab/km² (segundo o censo nacional de 2000). 